# Club Premium Open 2009
Il Club Premium Open 2009 è stato un torneo professionistico di tennis maschile giocato sulla terra rossa, che facevano parte dell'ATP Challenger Tour 2009. Si è giocato a Quito in Ecuador dal 28 settembre al 4 ottobre 2009.

## Partecipanti

### Teste di serie
| Nazionalità | Giocatore          | Ranking* | Testa di serie |
| ----------- | ------------------ | -------- | -------------- |
| Colombia    | Santiago Giraldo   | 123      | 1              |
| Argentina   | Sebastián Decoud   | 165      | 2              |
| Canada      | Peter Polansky     | 188      | 3              |
| Messico     | Santiago González  | 191      | 4              |
| Spagna      | Carles Poch-Gradin | 215      | 5              |
| Ecuador     | Giovanni Lapentti  | 219      | 6              |
| Francia     | Vincent Millot     | 220      | 7              |
| Argentina   | Federico Delbonis  | 231      | 8              |

- Ranking al 21 settembre 2009.

### Altri partecipanti
Giocatori che hanno ricevuto una wild card:
- Iván Endara
- Carlton Fiorentino
- Matías Sborowitz
- Juan-Sebastián Vivanco

Giocatori passati dalle qualificazioni:
- Guillermo Rivera-Aranguiz
- Bruno Rodríguez
- Nicolás Todero
- Michael Quintero

## Campioni

### Singolare
Carlos Salamanca ha battuto in finale  Sebastián Decoud con il punteggio di 7–6(4), 6(5)–7, 6–4

### Doppio
Santiago González /  Travis Rettenmaier hanno battuto in finale  Fernando Vicente /  Michael Quintero, 1–6, 6–3, [10–3]